# Daniel Anselme
Daniel Anselme (né Daniel Rabinovitch le 25 septembre 1927 à Paris 15e et mort le 3 février 1989 à Paris 16e), est un journaliste, écrivain, cinéaste et militant politique français, fondateur des Cahiers de Mai, bi-hebdomadaire qui a popularisé le reportage social, juste après Mai 68.

## Biographie
Daniel Anselme est né en 1927 sous son vrai nom de Daniel Rabinovitch, puis a adopté son nouveau nom, "Anselme", alors qu'il servait dans la Résistance française avec son père. Pendant la guerre civile russe, le général d'Anselme avait commandé en 1918 le 1er Groupement de Divisions de l’Armée d’Orient, arrivé avec un puissant émetteur radio au moment des Mutineries de la mer Noire de 1919 et constaté  l’hostilité croissante de la population ukrainienne envers les «Blancs » d'Anton Dénikine, commandant en chef de l'armée des volontaires, avant de diriger la 38e division d'infanterie. Sous l'occupation, Daniel Anselme et son père font partie  de la soixantaine d'intellectuels qui se sont réfugiés à Dieulefit, un bourg du sud de la Drôme, pour des séjours plus ou moins longs, certains pendant toute la guerre. Combattant FTP, il a ensuite intégré l'armée régulière à Grenoble.
Opposant actif à la Guerre d’Algérie, il lui a consacré son premier roman La Permission, en 1957, au ton très réaliste"Le livre met en scène des appelés du contingent qui reviennent en France pour une permission et contestent la stratégie suivie par la France en Algérie. L'auteur critique la trop grande prudence du Parti Communiste lors des manifestations contre les départs de soldats en Algérie à l'automne 1955 et au printemps 1956, mais s'intéresse aussi à l'attitude des soldats du contingent lors du putsch des généraux d'avril 1961, sur laquelle il reviendra plus tard. Une douzaine d'années plus tard, il posera la question: "L'expérience du putsch d'avril 1961 en Algérie n'a-t-elle pas démontré que « la simple résistance passive du contingent pouvait para lyser l'armée ?»"
Lors du coup d'État, les putschistes n'avaient en effet pas été suivis, des centaines de jeunes appelés du contingent écoutant le discours de De Gaulle, grâce à des postes de radio dont l’armée n’avait pu interdire l’usage. 
Daniel Anselme, qui a été militant du PCF, a ensuite publié un deuxième roman, Relations, en 1964. Plus tard, il a fondé la revue des Cahiers de Mai en plein milieu des événements de Mai 68, rédigée par des bénévoles réunis quai de la Rapée à Paris. Le premier numéro  paraît le 15 juin 68 avec pour thème « la Commune de Nantes ». À l'automne, les Cahiers de Mai suivent les conflits sociaux dans l'automobile, à Renault Flins. Il y est rejoint par l'ex-militant du PSU, de l'UNEF, de la FGEL et de l'UEC Jean-Louis Peninou.
Plus tard, il a contribué à l'expression des revendications des ouvriers lors conflits sociaux comme l'affaire Lip ou la grève des ouvriers lyonnais, déclenchée en février 1971, plusieurs semaines après un accident du travail de la Société minière et métallurgique de Peñarroya. 
Lors de ces grèves des ouvriers de Peñarroya en 1971 et 1972, qui ont eu lieu en janvier 1971 à Saint-Denis puis de janvier 1972 à mars 1972 dans les trois usines d’affinage de la Société minière et métallurgique de Peñarroya, alors premier producteur mondial de plomb
, un film présenté en janvier 1972 par Daniel Anselme.
L'idée directrice de la publication des Cahiers de Mai est de "rassembler un collectif d'enquête" et de "fédérer des groupes de correspondants locaux et régionaux", afin d'offrir une couverture de l'actualité sociale différente de celle alors exercée par certains groupes gauchistes: coller au terrain, éviter les grands discours, en préférant accumuler les faits, et bien sûr recouper les informations recueillies pour s'assurer de leur fiabilité.
Sa curiosité intellectuelle est alors saluée comme ayant contribué à l'engouement pour le reportage social de l'après 68.
Au cours de cette période, il publie aussi Les Mutineries de la Mer Noire: 1919-1969 en 1969, livre d'analyse sur l'intervention de la Marine française en mer Noire (novembre 1918-avril 1919) effectuée contre la révolution russe, qui va bien au-delà des Mutineries de la mer Noire de 1919, qui ont ensuite touché presque tous les ports où stationnent des navires de guerre, à Brest, Cherbourg, Bizerte, Lorient et Toulon, puis vu une centaine de marins condamnés par les tribunaux militaires. 
Il participera à l'ouvrage collectif Quatre grèves significatives, relatant cette période, qui voit la CFDT s'enraciner dans de nouvelles régions, sans se laisser enrégimenter par le gauchisme. Très rapidement, il souligne la différence entre l’optique des Cahiers de Mai et celle des groupes gauchistes. Dans une discussion avec Roland Castro, de Vive la révolution, et Jean-Pierre Le Dantec, de la Gauche prolétarienne, ces deux derniers font assaut de révolutionnarisme et lui leur répond par la question qui tue : « mais qui vous a fait révolutionnaire ? ».
En 1973, lors de l'affaire Lip, il s'installe près de Besançon et à la demande de l'ntersyndicale CGT-CFDT, il aide les ouvriers à rédiger le bulletin "Lip-Unité" et leur a appris à rédiger des articles incisifs et factuels racontant leur combat. Il devient l'ami de Jean Raguénès, le prêtre-ouvrier dominicain qui devient l’un des animateurs du Comité d’Action, héros du film Les Lip, l'imagination au pouvoir. Avec six ou sept journalistes des Cahiers de Mai il est hébergé au domicile du prêtre-ouvrier pendant la période cruciale du film.
Son équipe a auparavant couvert les conflits chez Pennaroya, Péchiney, Rhône-Poulenc ou Zimmerfer Renault, Peugeot-Sochaux, la RATP ou la SNCF. Il organise dans ce cadre une grande variété d'activités militantes : journal, association, librairie, films, organisation de comités de soutien, autour des deux centres de Paris et de Lyon, puis à Besançon durant l'affaire Lip.
Il a poursuivi sa carrière de romancier. Dans Le Compagnon secret, en 1997 aux Éditions Robert Laffont, il raconte le destin romancé d'un homme qui se souvient de son entrée dans l'armée française à la Libération, alors qu'il est lui-même un officier FTP de dix-huit ans, où il côtoie le sergent-chef Gilles Gras, dit Crabe, un mystérieux sous-officier de carrière, qui l'intimide et le fascine. Crabe meurt peu après, ce qui amène le jeune officier à effectuer plus tard un voyage initiatique dans la Creuse, au cours duquel le secret de Crabe est enfin révélé au héros de ce roman autobiographique, mais sans qu'il ne parvienne ensuite à l'effacer avec le temps. 

### Cinéma
Daniel Anselme est l'auteur du film Dossier Pennaroya, les deux visages d’un trust, à la trame bâtie en chaîtres, sur le modèle d’un cahier d’information diffusé à l’époque, préparé en amont de la grève de 1972 des ouvriers de Penarroya-Gerland, à leur demande. En février 1971, la grève des ouvriers lyonnais de Peñarroya avait été déclenchée plusieurs semaines après un accident du travail de la Société minière et métallurgique de Peñarroya. Le film a été réalisé par un technicien audiovisuel, Dominique Dubosc, alors militant du "Groupe Textile" des Cahiers de Mai.